# HD 95109
HD 95109，又名船底座U，CP-59 2888、SAO 238635、HR 4276，是船底座的一颗恒星，视星等为6.11，位于銀經289.06，銀緯0.04，其B1900.0坐标为赤經10h 53m 43.5s，赤緯-59° 0.04′ 50″。